# Acanthocladus guayaquilensis
Acanthocladus guayaquilensis es una especie de Magnoliopsida del género Acanthocladus, de la familia Polygalaceae, del orden Fabales.

## Distribución
Acanthocladus guayaquilensis se distribuye por Ecuador.

## Taxonomía
Fue descrita científicamente por B.Eriksen & Stahl. Fue publicado por primera vez en Eriksen, B., & Stahl. (2000). In: Fl. Ecuador 65: 7.